# Hongkonger Fußballnationalmannschaft (U-20-Männer)
Die Fußballnationalmannschaft Hongkongs der U-20-Männer ist die Auswahl von Fußballspielen aus Hongkong der Altersklasse U-20, die die The Hong Kong Football Association auf internationaler Ebene, beispielsweise in Freundschaftsspielen gegen die Junioren-Auswahlmannschaften anderer nationaler Verbände, aber auch bei der U-19-Asienmeisterschaft des Kontinentalverbandes AFC oder der U-20-Weltmeisterschaft der FIFA repräsentiert. Größter Erfolg der Mannschaft war das Erreichen der Bronzemedaille bei der Asienmeisterschaft 1963.

## Teilnahme an Junioren- und U-20-Weltmeisterschaften
| Junioren-Weltmeisterschaft - 1977: nicht qualifiziert - 1979: nicht qualifiziert - 1981: nicht qualifiziert - 1983: nicht qualifiziert - 1985: nicht qualifiziert - 1987: nicht qualifiziert - 1989: nicht qualifiziert - 1991: nicht qualifiziert - 1993: nicht qualifiziert - 1995: nicht qualifiziert - 1997: nicht qualifiziert | - 1999: nicht qualifiziert - 2001: nicht qualifiziert - 2003: nicht qualifiziert - 2005: nicht qualifiziert U-20-Weltmeisterschaft - 2007: nicht qualifiziert - 2009: nicht qualifiziert - 2011: nicht qualifiziert - 2013: nicht qualifiziert - 2015: nicht qualifiziert - 2017: nicht qualifiziert - 2019: nicht qualifiziert |

## Teilnahme an U-19-Asienmeisterschaften
| - 1959: 4. Platz - 1960: nicht qualifiziert - 1961: nicht qualifiziert - 1962: Vorrunde - 1963: 3. Platz - 1964 (Teilnehmer unbekannt) - 1965: 4. Platz - 1966: nicht qualifiziert - 1967: Vorrunde - 1968: Erste Runde - 1969: Vorrunde - 1970 (Teilnehmer unbekannt) - 1971: Vorrunde | - 1972: Vorrunde - 1973 (Teilnehmer unbekannt) - 1974 (Teilnehmer unbekannt) - 1975: Viertelfinale - 1976: Vorrunde - 1977: Vorrunde - 1978: nicht qualifiziert - 1980: nicht qualifiziert - 1982: nicht qualifiziert - 1985: nicht qualifiziert - 1986: nicht qualifiziert - 1988: nicht qualifiziert - 1990: nicht qualifiziert | - 1992: nicht qualifiziert - 1994: nicht qualifiziert - 1996: nicht qualifiziert - 1998: nicht qualifiziert - 2000: nicht qualifiziert - 2002: nicht qualifiziert - 2004: nicht qualifiziert - 2006: nicht qualifiziert - 2008: nicht qualifiziert - 2010: nicht qualifiziert - 2012: nicht qualifiziert - 2014: nicht qualifiziert - 2016: nicht qualifiziert - 2018: nicht qualifiziert |